# The Uplift Mofo Party Plan Tour
The Uplift Mofo Party Plan Tour  foi uma turnê do Red Hot Chili Peppers para apoiar seu terceiro álbum, The Uplift Mofo Party Plan. O baterista fundador, Jack Irons voltou a banda no ano anterior para terminar a turnê da banda e gravar o próximo álbum, The Uplift Mofo Party Plan, que acabou sendo o único álbum e com os quatro membros da banda fundadores: Anthony Kiedis, Flea, Hillel Slovak e Irons. Foi a maior turnê da banda na época e apresentou sua primeira tour para a Europa. Kiedis, que começou a desenvolver um grande problema da droga na turnê anterior, começou a cair mais fundo em sua dependência e vício em heroína, assim como Slovak, que morreu de uma overdose de heroína algumas semanas após o término da turnê em 25 de junho de 1988. Com a morte do amigo, Irons saiu definitivamente da banda. 
Um video de 30 minutos, Red Hot Skate Rock. Foi gravado em 20 de setembro de 1987 em Los Angeles e a banda tocou 8 canções no show. 
Nos últimos dois meses de 87, o Faith No More abriu alguns shows da banda. Alguns anos mais tarde, uma briga pessoal entre Kiedis e o cantor do Faith No More, Mike Patton iria começar e continua quase 25 anos depois.

## Canções tocadas
| Originais - American Ghost Dance - Baby Appeal - Backwoods - Battleship - Behind The Sun (lip-synched performance) - Blackeyed Blonde - Buckle Down - Catholic School Girls Rule - Fight Like A Brave - Freaky Styley - Funky Crime - Get Up And Jump - Green Heaven - Jungle Man - Love Trilogy - Magic Johnson (jam minus lyrics) - Me And My Friends - Mommy Where's Daddy? - Nevermind - No Chump Love Sucker - Organic Anti-Beat Box Band - Out In L.A. - Party On Your Pussy - Police Helicopter - Sex Rap - Skinny Sweaty Man - Thirty Dirty Birds - True Men Don't Kill Coyotes - Yertle The Turtle - You Always Sing The Same | Cover songs - Anarchy In The U.K. (Sex Pistols) - Back In Black (AC/DC) - Bulletproof (George Clinton) - Changes (David Bowie) (w/ Bob Forrest) - Cosmic Slop (Parliament Funkadelic) (w/ Bob Forrest) - Crosstown Traffic (Jimi Hendrix) - Fire (Jimi Hendrix) - Get Up, Stand Up (Bob Marley and the Wailers) - Good God (James Brown) - Handclapping Song (The Meters) - Heartbreaker (Led Zeppelin) - Higher Ground (Stevie Wonder) (jam só w/ Bob Forrest) - Hollywood (Africa) (The Meters) - I Don't Live Today (Jimi Hendrix) - I Wanna Be Your Dog (The Stooges) - I Want You Back (The Jackson 5) - If 6 Was 9 (Jimi Hendrix) (menus Anthony) - If You Got Funk, You Got Style (Parliament Funkadelic) - F.U. (Bemsha Swing) (Thelonious Monnk) - Flashlight (Parliament Funkadelic) - Foxy Lady (Jimi Hendrix) - Maggie's Farm (Bob Dylan) (w/ Bob Forrest) - Nervous Breakdown (Black Flag) - Rapper's Delight (Sugar Hill Gang) - See That My Grave Is Kept Clean (Thelonious Monster) (w/ Bob Forrest) - Stone Free (Jimi Hendrix) (menos Anthony) - Subteranean Homesick Blues (Bob Dylan) - Super Stupid (Parliament Funkadelic) (w/ Bob Forrest) - Thank You (For Letting Me Be Myself Again) (Sly and the Family Stone) - Third Stone From The Sun (Jimi Hendrix) (w/ Bob Forrest) - Up From The Skies (Jimi Hendrix) (menos Anthony) - We Got The Neutron Bomb (The Weirdos) - What Is Soul? (Parliament Funkadelic) - Whole Lotta Love (Led Zeppelin) |  |

- Battleship, Buckle Down, Jungle Man, No Chump Love Sucker não foram mais tocadas depois dessa turnê. Behind The Sun nunca foi tocada.

- A banda tocou Jimi Hendrix em show tributo em 2 de setembro de 1987. Anthony cantou em Foxy Lady enquanto Bob Forrest e o Fishbone cantou outras com o Chili Peppers tocando.

- A banda (menos Anthony)  tocou em 2 de abril de 1988 com Bob Forrest.

## Atos de abertura
- The Borman Six
- The Busboys
- Butthole Surfers
- The Dickies
- Doggy Rock
- Double Freak
- El Grupo Sexo
- Faith No More
- Fetchin' Bones
- fIREHOSE
- Fishbone
- Franky Jones
- Go Go Rillas
- Great Train Robbery
- Loves Laughter
- Primus
- The Sidewinders
- Slammin' Watusis
- Soul Asylum
- T.S.O.L.
- Tai Pink
- Talk Back
- Thelonious Monster
- Urban Dance Squad

## Pessoal
- Anthony Kiedis – vocalista principal
- Flea – baixo, backing vocals
- Hillel Slovak – guitarra, backing vocals
- Jack Irons – bateria